# 曲格寺
曲格寺，位于中国青海省河南县宁木特乡政府所在地，为第七批青海省文物保护单位，公布日期为2004年5月10日，类型为古建筑。
曲格寺的历史年代为清。